# Épannes
Épannes település Franciaországban, Deux-Sèvres megyében. Lakosainak száma 851 fő (2022. január 1.). Épannes Amuré, Le Bourdet, Frontenay-Rohan-Rohan, Prin-Deyrançon, La Rochénard és Vallans községekkel határos.

## Népesség
A település népességének változása:
| Lakosok száma | 798  | 852  | 876  | 867  | 864  | 860  | 857  | 854  | 851  |
|               | 2013 | 2015 | 2016 | 2017 | 2018 | 2019 | 2020 | 2021 | 2022 |